# جنگل شمال‌شرقی برزیل
جنگل شمال‌شرقی برزیل (به پرتغالی: Northeastern Brazil restingas) یک منطقهٔ مسکونی و جنگل در برزیل است که در مارانیائو واقع شده‌است.